# 菲利蒙·赖特
菲利蒙·賴特（英語：Philemon Wright，1760年9月3日—1839年6月3日）出生於英屬美洲馬薩諸塞灣省沃本，是農夫、商人與拓荒者，被視為加拿大魁北克加蒂諾的創建者。他於1800年率領家族及一群定居者自麻薩諸塞遷至渥太華河北岸，建立了「賴特鎮」（Wright's Town，今赫爾區），開創了該地區的農業與木材產業，並促成渥太華谷地的發展。賴特同時亦是加拿大木材貿易的先驅人物，其拓墾活動對渥太華—加蒂諾地區的城市興起與經濟基礎具有深遠影響。

## 生平

### 早年
菲利蒙·賴特於1760年9月3日出生於英屬美洲馬薩諸塞灣省沃本。 他出身於一個擁有清教徒背景的農民家庭，自幼接受基礎教育，年輕時主要務農，並在地方民兵隊服役。賴特在18世紀末期的美國獨立戰爭年代成長，雖未直接參與主要戰役，但見證了新英格蘭社會的轉型。
1782年，他迎娶阿比蓋爾·懷曼（Abigail Wyman，1762年–1845年），二人育有多名子女。賴特夫婦在麻薩諸塞州生活期間經營農場，获得了一定的資本與組織能力，這些經驗為日後的拓殖計劃奠定基礎。

### 移居下加拿大
18世紀末，賴特開始關注美國以北的殖民地土地，認為當地資源豐富且具有開發潛力。1799年，他獲得下加拿大政府核准的土地契約，決定帶領家族及夥伴遷徙北上。
1800年，賴特率領包括家人及25位來自麻薩諸塞的拓荒者，經長途跋涉抵達渥太華河北岸，選址建立新聚落，稱為「賴特鎮」（Wright’s Town）。該地位於今魁北克加蒂諾的赫爾區，是渥太華河谷第一個永久性歐裔定居點。
初期居民主要從事農業，包括小麥、燕麥與玉米種植，並飼養牲畜。賴特同時組織建造鋸木廠、磨坊和道路，將賴特鎮發展成具有基本經濟功能的社區。

### 木材業的開創

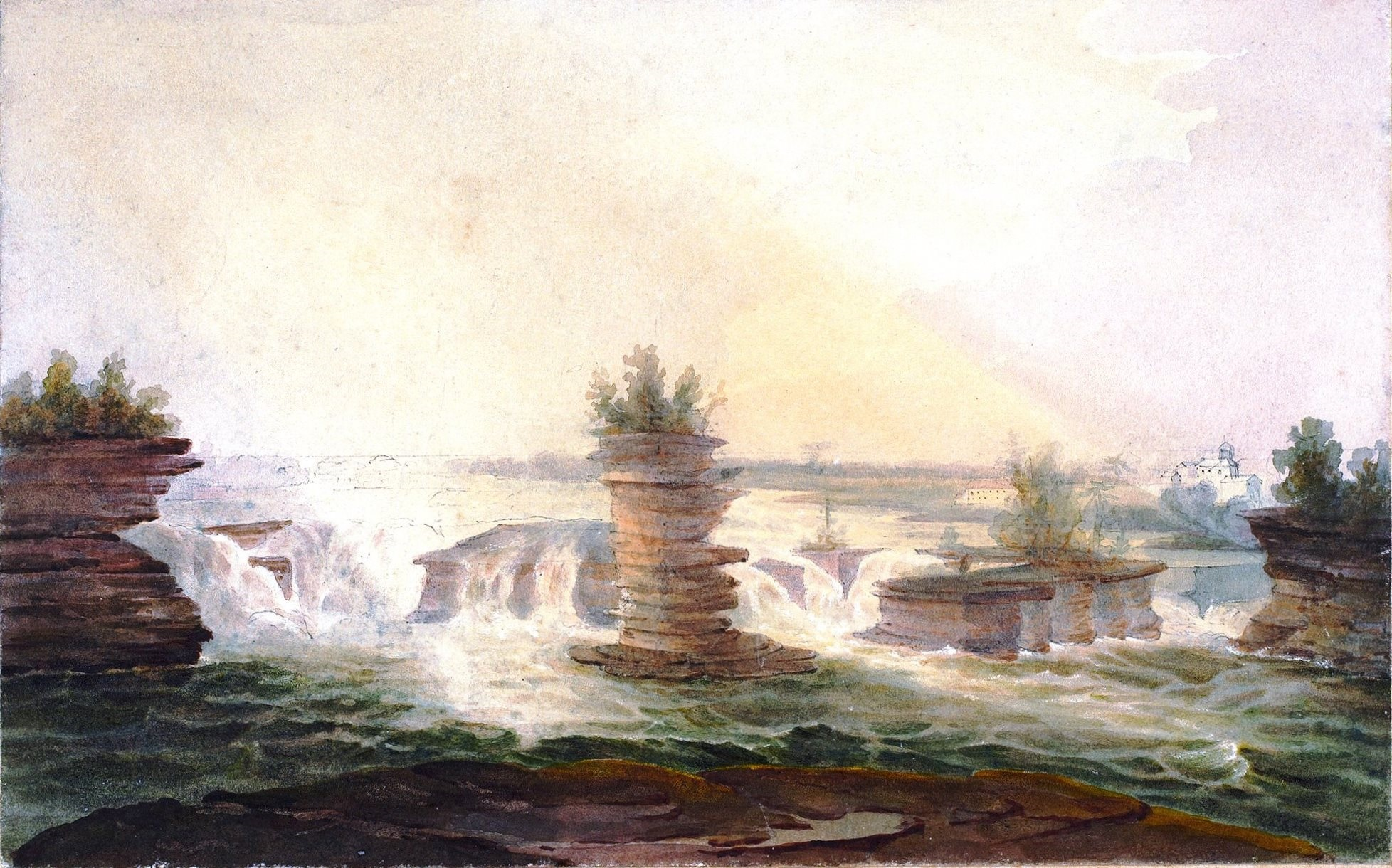
1821年，描繪賴特在渥太華河上的活動的水彩畫。

儘管農業是賴特鎮的基礎，賴特很快注意到渥太華河流域的森林資源。1806年，他率領工人伐木並將原木綑綁成巨型木筏，沿渥太華河漂流至魁北克市，成功銷售給英國商人。這一舉動被視為渥太華谷地木材出口貿易的開端。

此後數十年間，木材取代農業成為主要經濟來源。賴特不僅組織大規模伐木與出口，還建立鐵匠鋪、造船廠與配套產業，形成完整的區域經濟鏈。這些活動為渥太華—加蒂諾地區日後的城市化奠定了基礎。

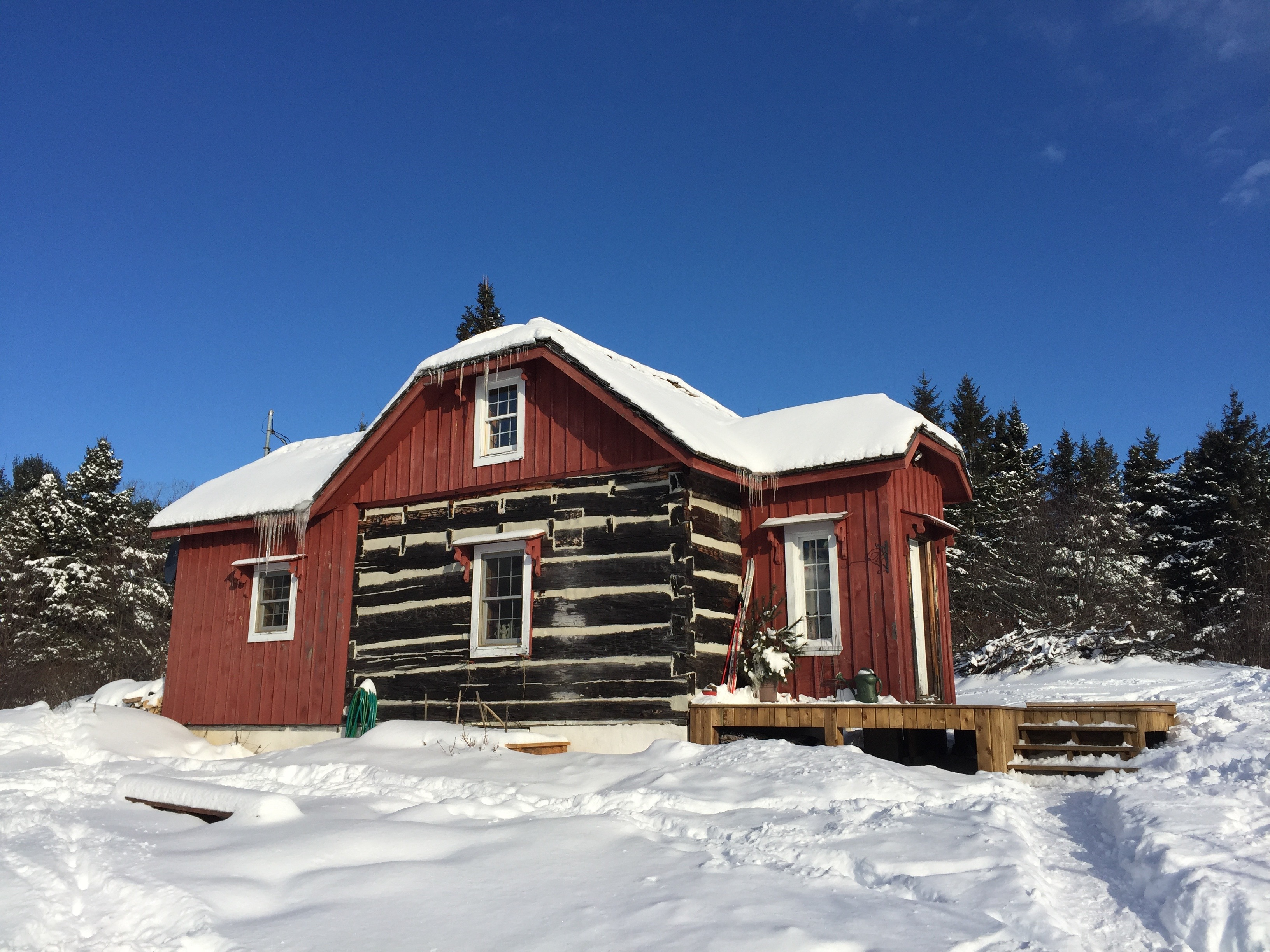
「小紅屋」由菲利蒙·賴特的兒子提比略·賴特於1824年至1842年間建造。這可能是魁北克渥太華地區現存最古老的建築。

### 社會與政治參與
隨著定居點的繁榮，賴特逐漸成為當地舉足輕重的領袖。他在地方治理上具有重要角色，推動道路、橋梁與教堂建設，並鼓勵教育與商業活動。他的家族成員亦陸續參與木材與農業事業，形成地區性的望族。
在政治上，賴特於1830年當選下加拿大立法議會議員，代表渥太華地區。他任職至1834年，主要關注拓墾權益、基礎設施與區域安全問題。儘管政治影響力有限，但他象徵著拓荒者進入政治領域的趨勢。

### 晚年與逝世
1830年代後期，賴特逐步將家族產業交由子嗣接手。他見證了賴特鎮從最初數十名拓荒者擴展為數千人的聚落的成長过程。
賴特於1839年6月3日在賴特鎮逝世，享壽78歲。他安葬於賴特公墓，與其妻阿比蓋爾合葬。賴特被視為加蒂諾地區的奠基者，其後裔與企業對渥太華谷地的經濟與社會發展持續發揮影響。